# Académica Petróleos Clube do Lobito
Actualités
L'Académica Petróleos Clube do Lobito est un club de football angolais basé à Lobito.